# Course en ligne masculine aux championnats du monde de cyclisme sur route 1995
Navigation
Agrigente 1994 Lugano 1996
La course en ligne masculine des championnats du monde de cyclisme sur route 1995 a eu lieu le dimanche 8 octobre 1995 à Duitama, en Colombie, sur une distance de 265,5 kilomètres. Elle a été remportée par l'Espagnol Abraham Olano, qui s'est imposé en solitaire devant son compatriote Miguel Indurain, signant ainsi un doublé. L'Italien Marco Pantani complète le podium.
Il s'agit du premier titre pour l'équipe d'Espagne sur route sur la course en ligne des championnats du monde.

## Qualification

### Nations participantes
| - Afrique du Sud (1) - Allemagne (5) - Belgique (7) - Brésil (1) - Colombie (12) - Danemark (5) - Espagne (12) | - États-Unis (7) - France (11) - Italie (12) - Jamaïque (1) - Japon (6) - Mexique (1) - Pays-Bas (12) | - Pologne (2) - Royaume-Uni (2) - Russie (2) - Suisse (4) - Venezuela (3) |

## Classement
Source : Pro Cycling Stats. Seulement 20 coureurs (sur les 106 inscrits au départ) ont terminé la course.
| #   | D.  | Coureur               | Pays           | Temps           |
| --- | --- | --------------------- | -------------- | --------------- |
| 1er | 84  | Abraham Olano         | Espagne        | 7 h 09 min 55 s |
| 2e  | 82  | Miguel Indurain       | Espagne        | + 35 s          |
| 3e  | 67  | Marco Pantani         | Italie         | + 35 s          |
| 4e  | 31  | Mauro Gianetti        | Suisse         | + 35 s          |
| 5e  | 34  | Pascal Richard        | Suisse         | + 53 s          |
| 6e  | 94  | Richard Virenque      | France         | + 1 min 31 s    |
| 7e  | 14  | Dimitri Konyshev      | Russie         | + 1 min 53 s    |
| 8e  | 1   | Oliverio Rincón       | Colombie       | + 1 min 53 s    |
| 9e  | 77  | Rolf Sørensen         | Danemark       | + 1 min 53 s    |
| 10e | 33  | Felice Puttini        | Suisse         | + 1 min 53 s    |
| 11e | 7   | Israel Ochoa          | Colombie       | + 3 min 08 s    |
| 12e | 59  | Francesco Casagrande  | Italie         | + 3 min 49 s    |
| 13e | 87  | José María Jiménez    | Espagne        | + 6 min 59 s    |
| 14e | 83  | Fernando Escartín     | Espagne        | + 8 min 52 s    |
| 15e | 10  | José Jaime González   | Colombie       | + 9 min 22 s    |
| 16e | 68  | Oscar Pelliccioli     | Italie         | + 13 min 15 s   |
| 17e | 66  | Paolo Lanfranchi      | Italie         | + 13 min 15 s   |
| 18e | 105 | Zenon Jaskuła         | Pologne        | + 15 min 24 s   |
| 19e | 17  | Miguel Arroyo         | Mexique        | + 37 min 55 s   |
| 20e | 70  | Andrew Hampsten       | États-Unis     | + 37 min 55 s   |
|     | 12  | Nelson Rodríguez      | Colombie       | Abandon         |
|     | 9   | Óscar de Jesús Vargas | Colombie       | Abandon         |
|     | 6   | Henry Cárdenas        | Colombie       | Abandon         |
|     | 8   | Juan Diego Ramírez    | Colombie       | Abandon         |
|     | 11  | Libardo Niño          | Colombie       | Abandon         |
|     | 5   | Celio Roncancio       | Colombie       | Abandon         |
|     | 2   | Alberto Camargo       | Colombie       | Abandon         |
|     | 3   | Álvaro Lozano         | Colombie       | Abandon         |
|     | 4   | Efraín Rico           | Colombie       | Abandon         |
|     | 78  | Michael Blaudzun      | Danemark       | Abandon         |
|     | 80  | Brian Holm Sørensen   | Danemark       | Abandon         |
|     | 81  | Claus Michael Møller  | Danemark       | Abandon         |
|     | 47  | Thomas Fleischer      | Allemagne      | Abandon         |
|     | 48  | Jens Zemke            | Allemagne      | Abandon         |
|     | 46  | Udo Bölts             | Allemagne      | Abandon         |
|     | 44  | Rolf Aldag            | Allemagne      | Abandon         |
|     | 42  | Chris Lillywhite      | Royaume-Uni    | Abandon         |
|     | 43  | Maximilian Sciandri   | Royaume-Uni    | Abandon         |
|     | 75  | Bobby Julich          | États-Unis     | Abandon         |
|     | 76  | Steve Hegg            | États-Unis     | Abandon         |
|     | 74  | Darren Baker          | États-Unis     | Abandon         |
|     | 73  | Clark Sheehan         | États-Unis     | Abandon         |
|     | 71  | Michael Engleman      | États-Unis     | Abandon         |
|     | 72  | Bart Bowen            | États-Unis     | Abandon         |
|     | 32  | Rolf Jaermann         | Suisse         | Abandon         |
|     | 18  | Douglas Ryder         | Afrique du Sud | Abandon         |
|     | 51  | Omar Pumar            | Venezuela      | Abandon         |
|     | 49  | Leonardo Sierra       | Venezuela      | Abandon         |
|     | 50  | Carlos Maya           | Venezuela      | Abandon         |
|     | 56  | Masahiko Mifune       | Japon          | Abandon         |
|     | 55  | Takahiro Yamada       | Japon          | Abandon         |
|     | 52  | Masatoshi Ichikawa    | Japon          | Abandon         |
|     | 53  | Kyōshi Miura          | Japon          | Abandon         |

| # | D.  | Coureur                  | Pays      | Temps   |
| - | --- | ------------------------ | --------- | ------- |
|   | 57  | Ken Hashikawa            | Japon     | Abandon |
|   | 54  | Daisuke Imanaka          | Japon     | Abandon |
|   | 13  | Cássio Freitas           | Brésil    | Abandon |
|   | 106 | Zbigniew Spruch          | Pologne   | Abandon |
|   | 93  | Marcos Serrano           | Espagne   | Abandon |
|   | 89  | David García Marquina    | Espagne   | Abandon |
|   | 92  | Marino Alonso            | Espagne   | Abandon |
|   | 88  | Francisco Javier Mauleón | Espagne   | Abandon |
|   | 90  | Aitor Garmendia          | Espagne   | Abandon |
|   | 91  | Ramón González Arrieta   | Espagne   | Abandon |
|   | 86  | Manuel Fernández Ginés   | Espagne   | Abandon |
|   | 85  | Santiago Blanco          | Espagne   | Abandon |
|   | 65  | Ivan Gotti               | Italie    | Abandon |
|   | 61  | Claudio Chiappucci       | Italie    | Abandon |
|   | 58  | Gianni Bugno             | Italie    | Abandon |
|   | 62  | Stefano Colagè           | Italie    | Abandon |
|   | 60  | Davide Cassani           | Italie    | Abandon |
|   | 64  | Gianni Faresin           | Italie    | Abandon |
|   | 63  | Alberto Elli             | Italie    | Abandon |
|   | 69  | Leonardo Piepoli         | Italie    | Abandon |
|   | 101 | Gérard Rué               | France    | Abandon |
|   | 97  | Jean-Cyril Robin         | France    | Abandon |
|   | 103 | Laurent Roux             | France    | Abandon |
|   | 96  | Laurent Brochard         | France    | Abandon |
|   | 99  | Bruno Thibout            | France    | Abandon |
|   | 100 | Yvon Ledanois            | France    | Abandon |
|   | 102 | Lylian Lebreton          | France    | Abandon |
|   | 104 | Thierry Laurent          | France    | Abandon |
|   | 98  | Laurent Madouas          | France    | Abandon |
|   | 95  | Pascal Hervé             | France    | Abandon |
|   | 15  | Pavel Tonkov             | Russie    | Abandon |
|   | 22  | Erik Breukink            | Pays-Bas  | Abandon |
|   | 25  | Raymond Meijs            | Pays-Bas  | Abandon |
|   | 20  | Michael Boogerd          | Pays-Bas  | Abandon |
|   | 30  | Patrick Eyk              | Pays-Bas  | Abandon |
|   | 29  | Tom Cordes               | Pays-Bas  | Abandon |
|   | 27  | Erik Dekker              | Pays-Bas  | Abandon |
|   | 24  | Frans Maassen            | Pays-Bas  | Abandon |
|   | 39  | Geert Verheyen           | Belgique  | Abandon |
|   | 35  | Nico Mattan              | Belgique  | Abandon |
|   | 37  | Kurt Van de Wouwer       | Belgique  | Abandon |
|   | 36  | Luc Roosen               | Belgique  | Abandon |
|   | 40  | Geert Van Bondt          | Belgique  | Abandon |
|   | 41  | Peter Verbeken           | Belgique  | Abandon |
|   | 16  | Noël Richards            | Jamaïque  | Abandon |
|   | 79  | Peter Meinert-Nielsen    | Danemark  | Forfait |
|   | 45  | Dirk Baldinger           | Allemagne | Forfait |
|   | 21  | Eddy Bouwmans            | Pays-Bas  | Forfait |
|   | 23  | Servais Knaven           | Pays-Bas  | Forfait |
|   | 26  | Wim van de Meulenhof     | Pays-Bas  | Forfait |
|   | 28  | Marco Vermey             | Pays-Bas  | Forfait |
|   | 19  | Maarten den Bakker       | Pays-Bas  | Forfait |
|   | 38  | Wim Vansevenant          | Belgique  | Forfait |